# Cornella becfina
La cornella becfina (Corvus enca) és un ocell de la família dels còrvids (Corvidae).

## Hàbitat i distribució
Habita boscos, clars i vegetació secundària, fins als 1500 m, a la Península Malaia, incloent l'Arxipèlag de Riau, Sumatra, incloent Simeulue, Nias i Mentawai i l'arxipèlag de Riau, Borneo, Java, Bali, Sulawesi, incloent la major part de les illes properes.

## Taxonomia
Tradicionalment, i encara diversos autors, han inclòs dins aquesta espècie poblacions molt semblants de corbs que habiten a les illes Filipines i que actualment el Congrés Ornitològic Internacional, versió 13.1 (2013) inclou a Corvus samarensis i Corvus pusillus, arran Allen 2020